# Losertha-Hütte
Die Losertha-Hütte  (pl. Losertówka) lag auf einer Höhe von 1724 Metern Höhe in Polen in den Saybuscher Beskiden auf dem höchsten Gipfel der Babia Góra, dem Diablak. Das Gebiet gehört zur Gemeinde Zawoja.

## Geschichte
Die erste Hütte wurde bereits 1806 errichtet, als Joseph von Habsburg den Gipfel erklomm. 1852 folgte eine neue Hütte, die von Joseph Losertha für Philip Louis de Saint Genois gebaut wurde. Bereits in den Unwettern 1854 und 1855 wurde das Dach der Hütte stark beschädigt. Bis in die 1920er Jahre blieb die Hütte als Ruine erhalten. Danach verfiel sie zusehends. Derzeit sind nur noch die Fundamente erkennbar. 1905 wurde unterhalb des Gipfels auf 1616 Meter Höhe vom Beskidenverein das Schlesinger-Haus auf der Babia Góra gebaut, das 1949 abbrannte und schließlich 1979 abgebrochen wurde. Die derzeitige Hütte auf dem Berg, die Markowe-Szczawiny-Hütte von 1906, wurde 2007 vollkommen neu umgebaut.